# 백성희 (배우)
백성희(한국 한자: 白星姬, 본명: 이어순이, 본명 한국 한자: 李於順伊, 1925년 9월 2일 ~ 2016년 1월 8일)는 대한민국의 연극 배우이다.

## 생애
서울 출신이다. 1945년 극단 현대극장에 입단하면서 연극 봉선화로 데뷔했다.
1950년 ‘신협’에 들어간 이후 400여 편의 작품에 출연하였다.
1972년 국립극장 최초로 여성 단장에 부임했고, 1993년에는 국립극단 단장을 지냈다.

## 작품 및 평가
일정한 역만 하지 않고 어떠한 역도 할 수 있는 무대 연기자로 평가되었다. 대표적 출연작품으로 《욕망이란 이름의 전차》·《다이얼 M을 돌려라》·《신앙과 고향》·《딸들 자유연애를 구가하다》·《엄마의 모습》·《마을의 봉팔이》·《심야의 고백》·《환상살인》·《달집》·《산불》 등이 있다.
- 1945년 《봉선화》
- 1946년 《군도》
- 2001년 《봄날은 간다》 - 할머니 역

## 수상
5월문예상(1회)·한국연극상(1회·8회)·3·1연극상(2회)·동아연극상(3회)·한국연극인기상(8회) 등을 받았다.
1999년에는 대한민국 예술원상, 2010년에는 은관문화훈장을 수상하였다.

## 같이 보기
- 고설봉
- 장민호

## 기타
- 2011년 2월 재단법인으로 독립한 국립극단은 새로 극장을 개관하면서 극장을 장민호와 백성희의 이름을 따 '백성희장민호극장'으로 명명했다.